# Saison 2014 de l'équipe cycliste Garmin-Sharp

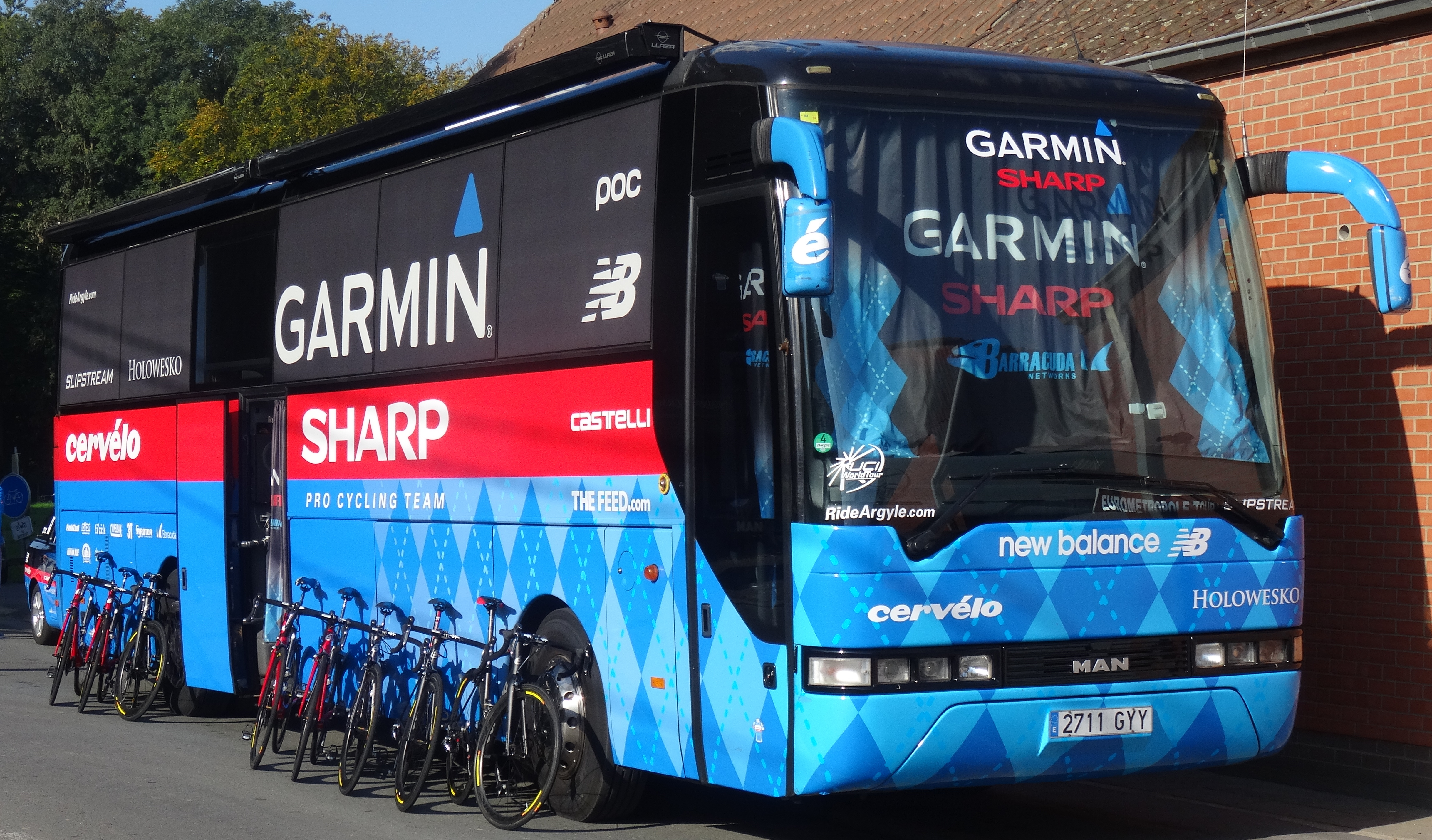
Le bus de l'équipe lors du départ de la 2e étape de l'Eurométropole Tour 2014 à Estaimbourg.

La saison 2014 de l'équipe cycliste Garmin-Sharp est la dixième de cette équipe.

## Préparation de la saison 2014

### Sponsors et financement de l'équipe
Les sponsors principaux et éponyme de l'équipe sont Garmin, entreprise américaine spécialisée dans les systèmes de navigation par GPS, et Sharp Corporation, fabricant japonais d'électronique. Garmin est sponsor-titre de l'équipe depuis 2008 et a prolongé son engagement l'année suivante jusqu'en 2013. Sharp est devenu sponsor de l'équipe en juin 2012. Barracuda, jusqu'alors sponsor titre, est resté partenaire de l'équipe et est toujours présent sur le maillot. Cervélo est le fournisseur de cycles de l'équipe depuis 2011. Le budget de l'équipe pour l'année 2014 est de 9 millions d'euros.

### Arrivées et départs
| Arrivées            | Équipe 2013            |
| ------------------- | ---------------------- |
| Janier Acevedo      | Jamis-Hagens Berman    |
| Nathan Brown        | Bontrager              |
| André Cardoso       | Caja Rural-Seguros RGA |
| Phillip Gaimon      | Bissell                |
| Lasse Norman Hansen | Blue Water             |
| Benjamin King       | RadioShack-Leopard     |
| Sebastian Langeveld | Orica-GreenEDGE        |
| Tom-Jelte Slagter   | Belkin                 |
| Dylan van Baarle    | Rabobank Development   |

| Départs               | Équipe 2014           |
| --------------------- | --------------------- |
| Robert Hunter         | retraite              |
| Michel Kreder         | Wanty-Groupe Gobert   |
| Martijn Maaskant      | UnitedHealthcare      |
| Alex Rasmussen        | Riwal                 |
| Jacob Rathe           | Jelly Belly-Maxxis    |
| Sébastien Rosseler    | Veranclassic-Doltcini |
| Peter Stetina         | BMC Racing            |
| Christian Vande Velde | retraite              |
| David Zabriskie       | retraite              |

## Coureurs et encadrement technique

### Effectif

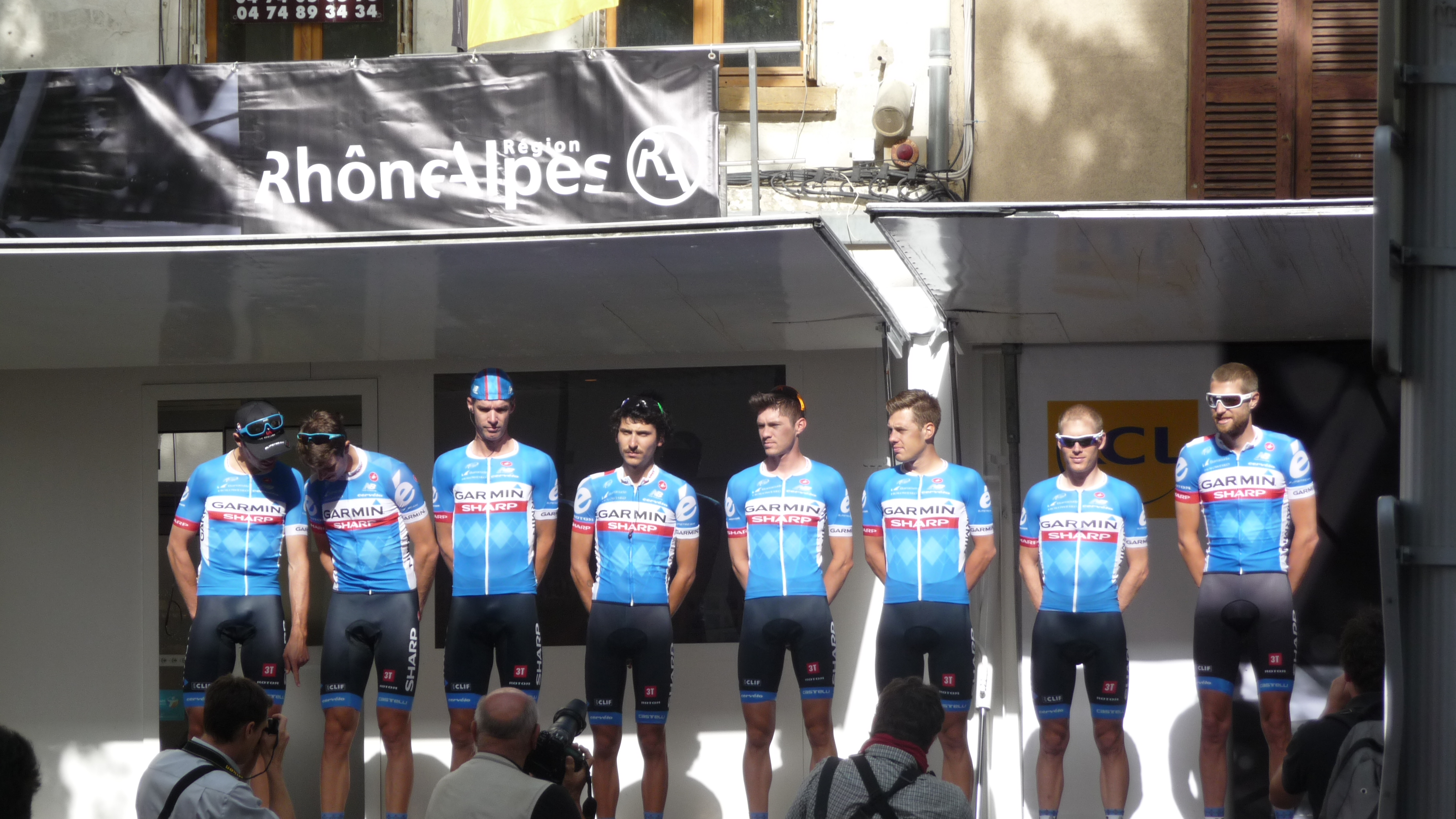
L'équipe lors du Critérium du Dauphiné 2014.

| Cycliste             | Date de naissance | Nationalité      | Équipe 2013            |
| -------------------- | ----------------- | ---------------- | ---------------------- |
| Janier Acevedo       | 6 décembre 1985   | Colombie         | Jamis-Hagens Berman    |
| Jack Bauer           | 7 avril 1985      | Nouvelle-Zélande | Garmin-Sharp           |
| Nathan Brown         | 7 juillet 1991    | États-Unis       | Bontrager              |
| André Cardoso        | 3 septembre 1984  | Portugal         | Caja Rural-Seguros RGA |
| Thomas Danielson     | 13 mars 1978      | États-Unis       | Garmin-Sharp           |
| Thomas Dekker        | 6 septembre 1984  | Pays-Bas         | Garmin-Sharp           |
| Rohan Dennis         | 28 mai 1990       | Australie        | Garmin-Sharp           |
| Caleb Fairly         | 19 février 1987   | États-Unis       | Garmin-Sharp           |
| Tyler Farrar         | 2 juin 1984       | États-Unis       | Garmin-Sharp           |
| Koldo Fernández      | 13 septembre 1981 | Espagne          | Garmin-Sharp           |
| Phillip Gaimon       | 28 janvier 1986   | États-Unis       | Bissell                |
| Nathan Haas          | 12 mars 1989      | Australie        | Garmin-Sharp           |
| Lasse Norman Hansen  | 11 février 1992   | Danemark         | Blue Water             |
| Ryder Hesjedal       | 9 décembre 1980   | Canada           | Garmin-Sharp           |
| Alex Howes           | 1er janvier 1988  | États-Unis       | Garmin-Sharp           |
| Benjamin King        | 22 mars 1989      | États-Unis       | RadioShack-Leopard     |
| Raymond Kreder       | 26 novembre 1989  | Pays-Bas         | Garmin-Sharp           |
| Sebastian Langeveld  | 17 janvier 1985   | Pays-Bas         | Orica-GreenEDGE        |
| Daniel Martin        | 20 août 1986      | Irlande          | Garmin-Sharp           |
| David Millar         | 4 janvier 1977    | Royaume-Uni      | Garmin-Sharp           |
| Lachlan Morton       | 2 janvier 1992    | Australie        | Garmin-Sharp           |
| Ramūnas Navardauskas | 30 janvier 1988   | Lituanie         | Garmin-Sharp           |
| Nick Nuyens          | 5 mai 1980        | Belgique         | Garmin-Sharp           |
| Tom-Jelte Slagter    | 1er juillet 1989  | Pays-Bas         | Belkin                 |
| Andrew Talansky      | 23 novembre 1988  | États-Unis       | Garmin-Sharp           |
| Dylan van Baarle     | 21 mai 1992       | Pays-Bas         | Rabobank Development   |
| Johan Vansummeren    | 4 février 1981    | Belgique         | Garmin-Sharp           |
| Steele Von Hoff      | 31 décembre 1987  | Australie        | Garmin-Sharp           |
| Fabian Wegmann       | 20 juin 1980      | Allemagne        | Garmin-Sharp           |
| Stagiaire            | Date de naissance | Nationalité      | Équipe 2014            |
| Dylan Girdlestone    | 11 octobre 1989   | Afrique du Sud   | Bonitas                |
| Gavin Mannion        | 24 août 1991      | États-Unis       | 5-Hour Energy          |

Portraits
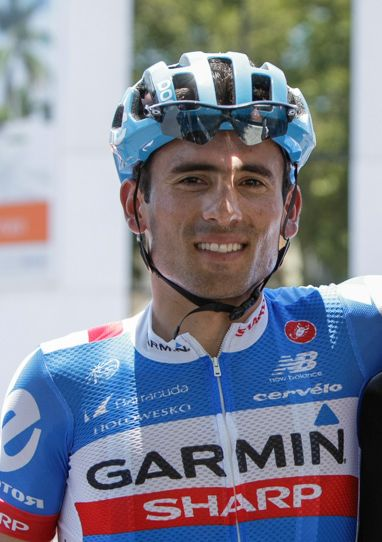
Janier Acevedo.
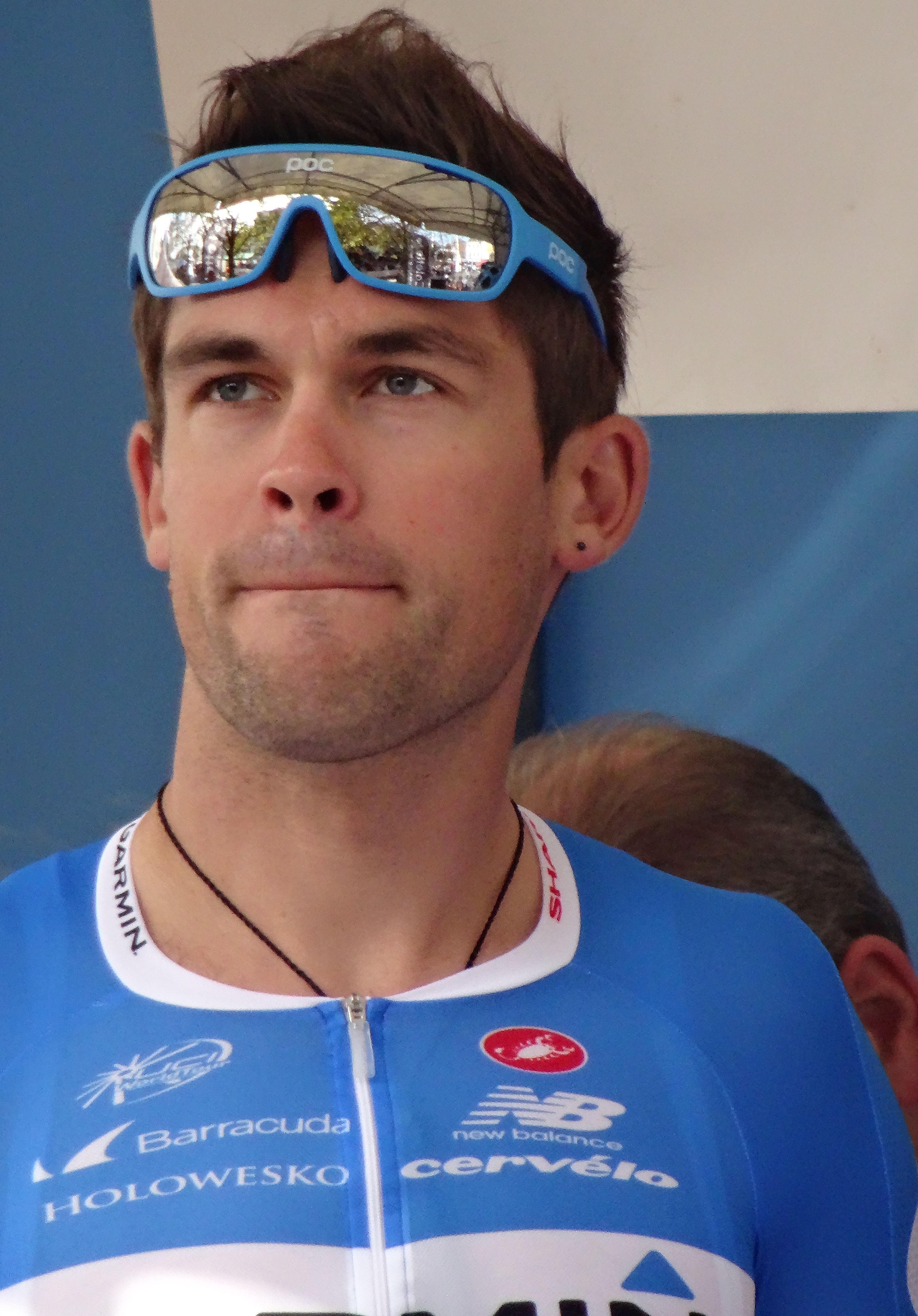
Jack Bauer.
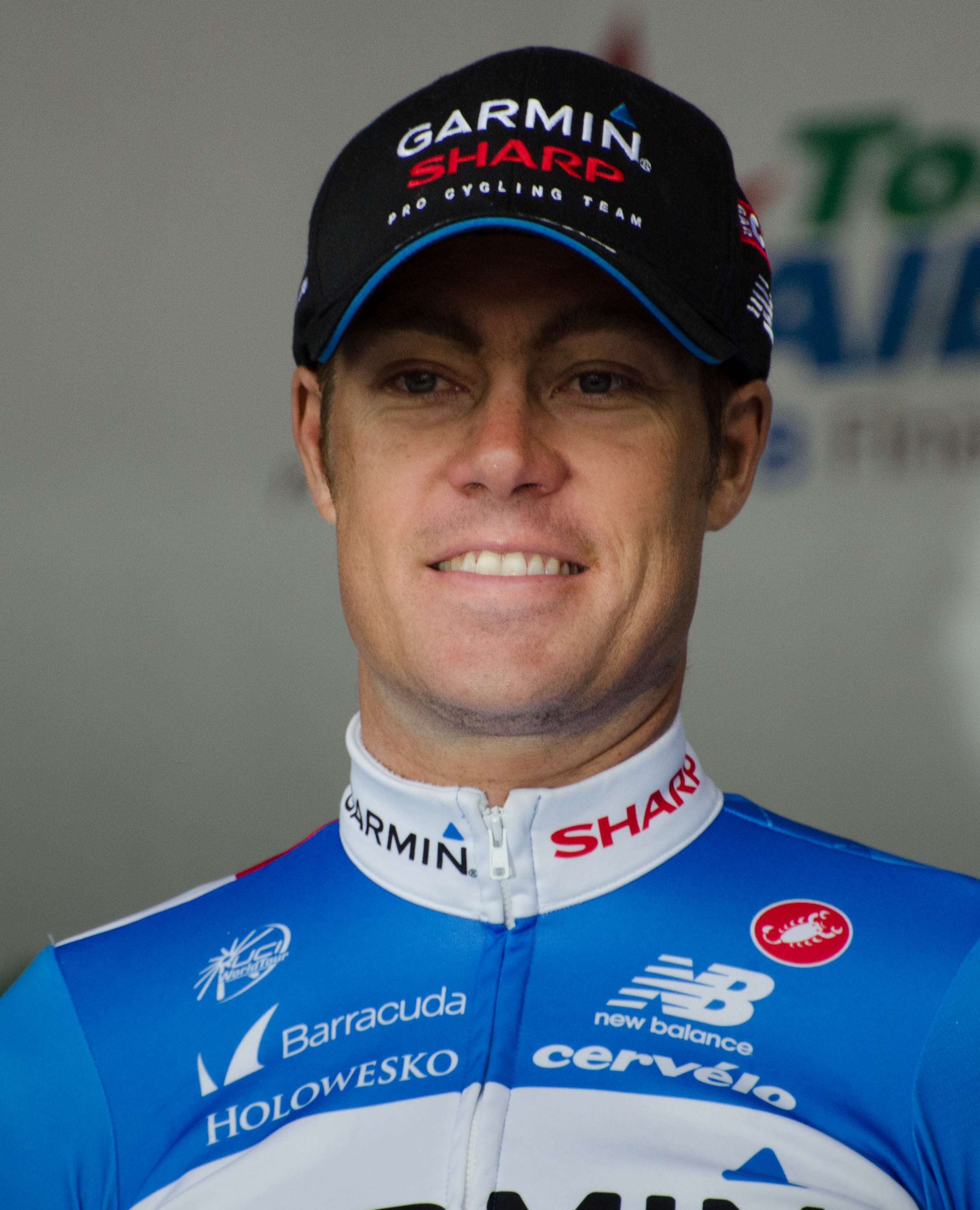
Thomas Danielson.
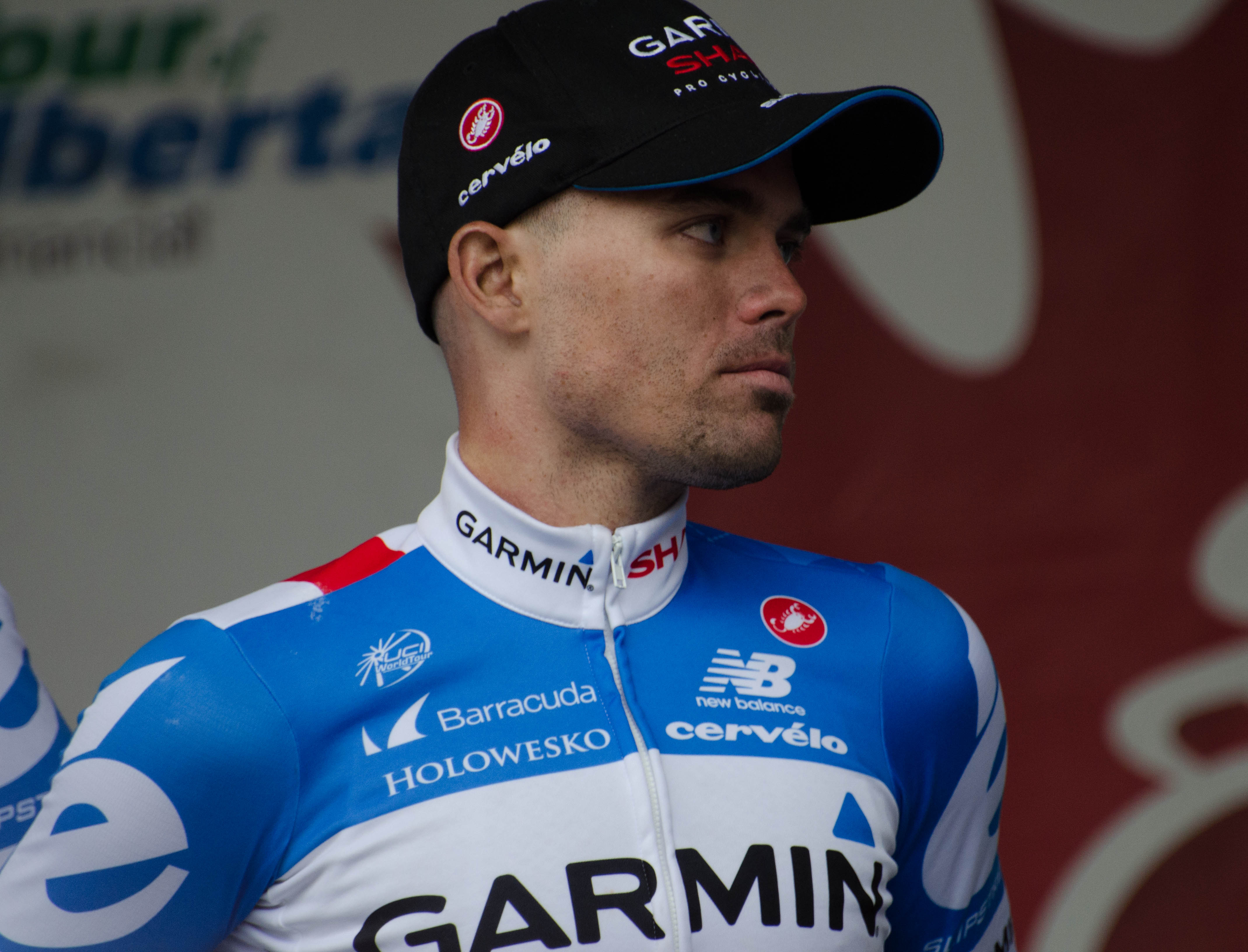
Caleb Fairly.
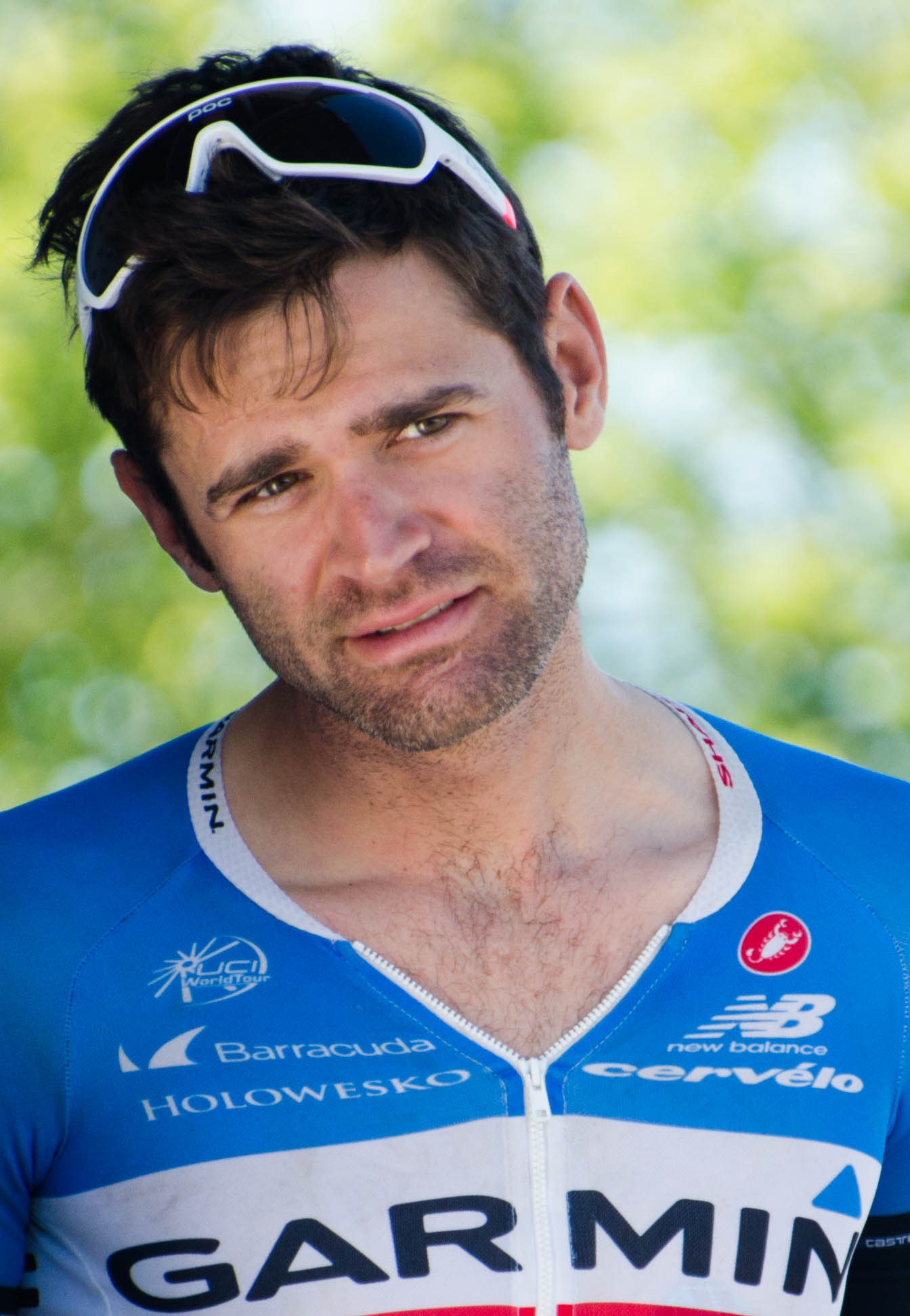
Phillip Gaimon.
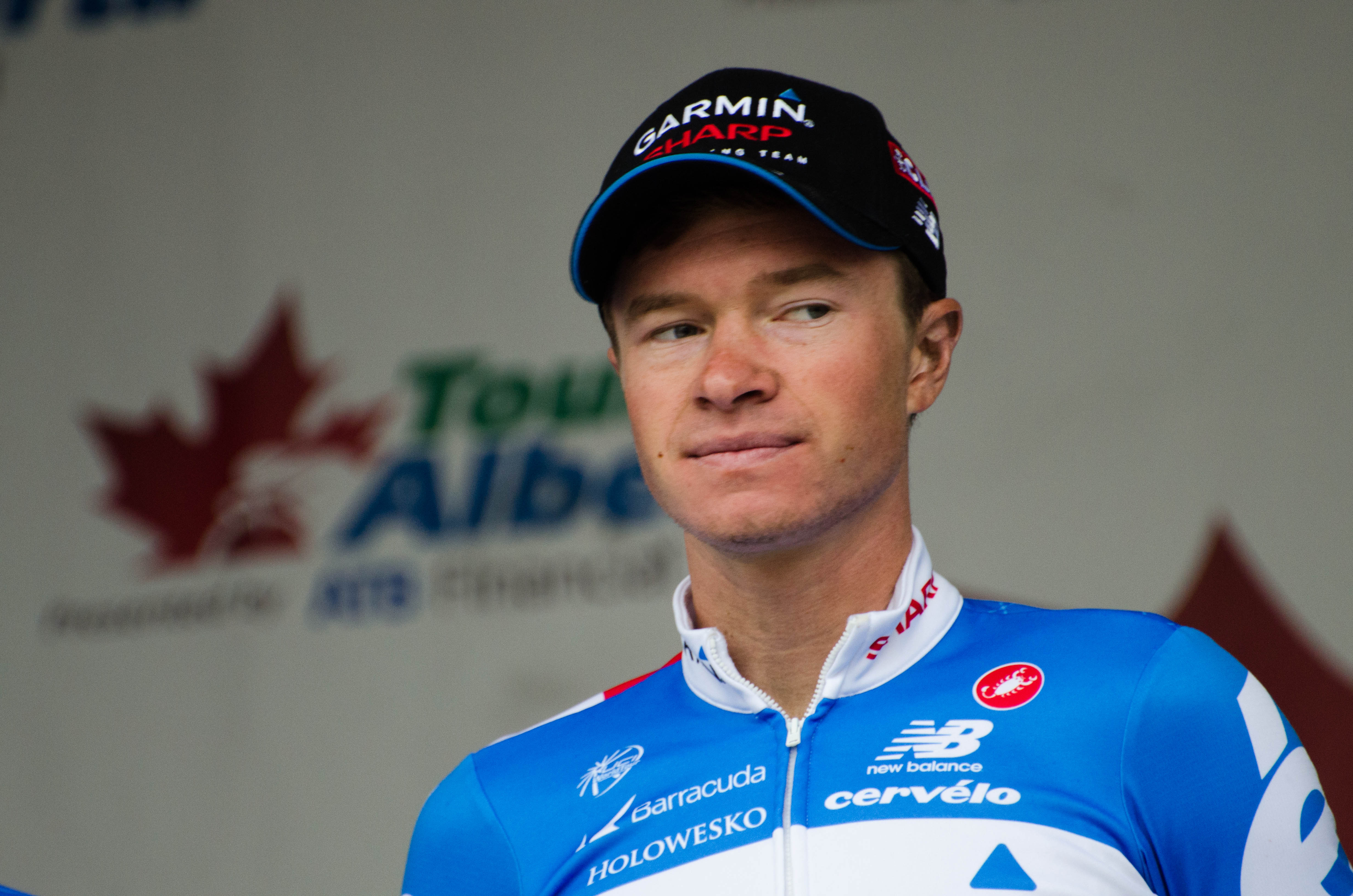
Benjamin King.
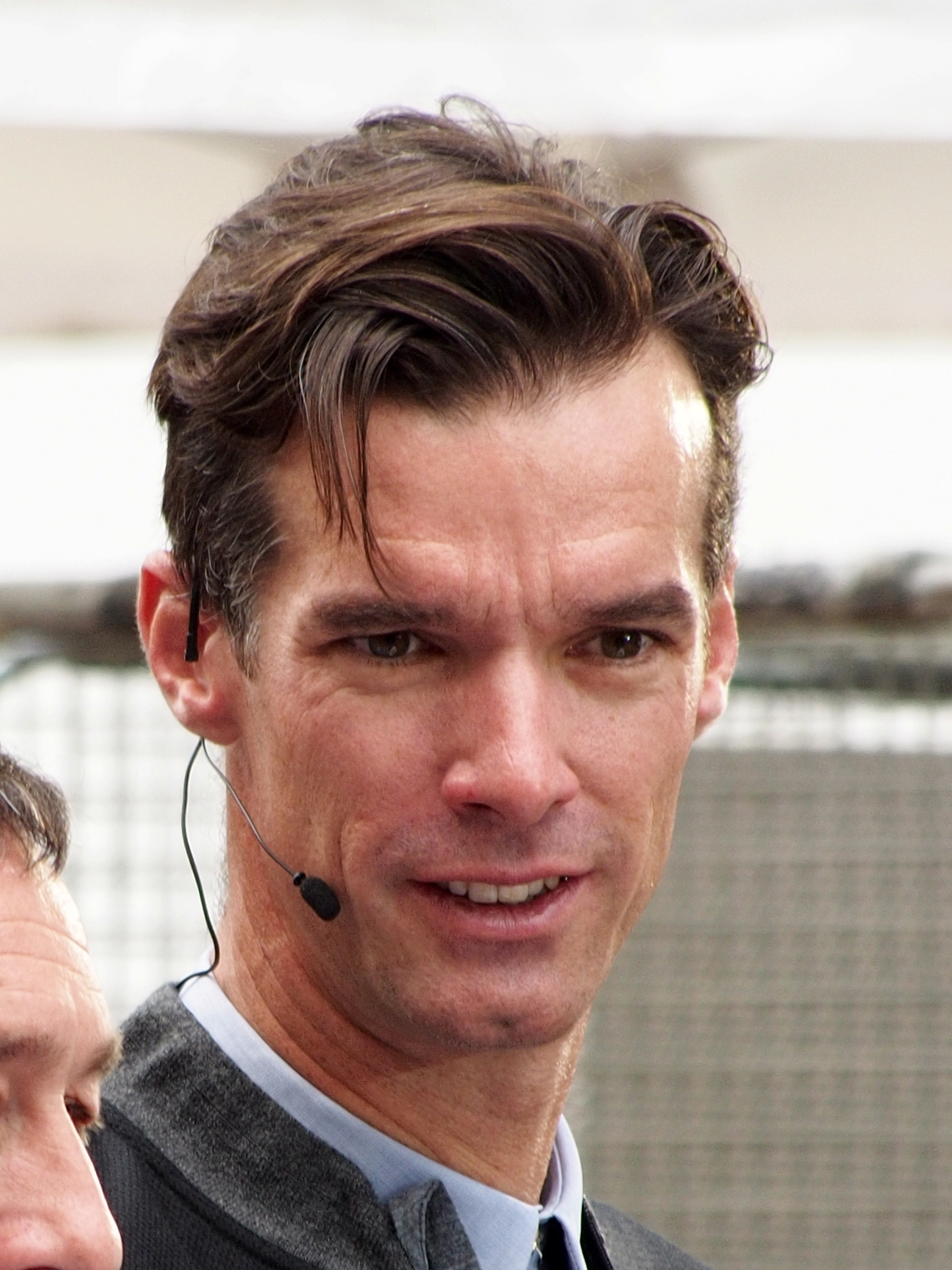
David Millar.
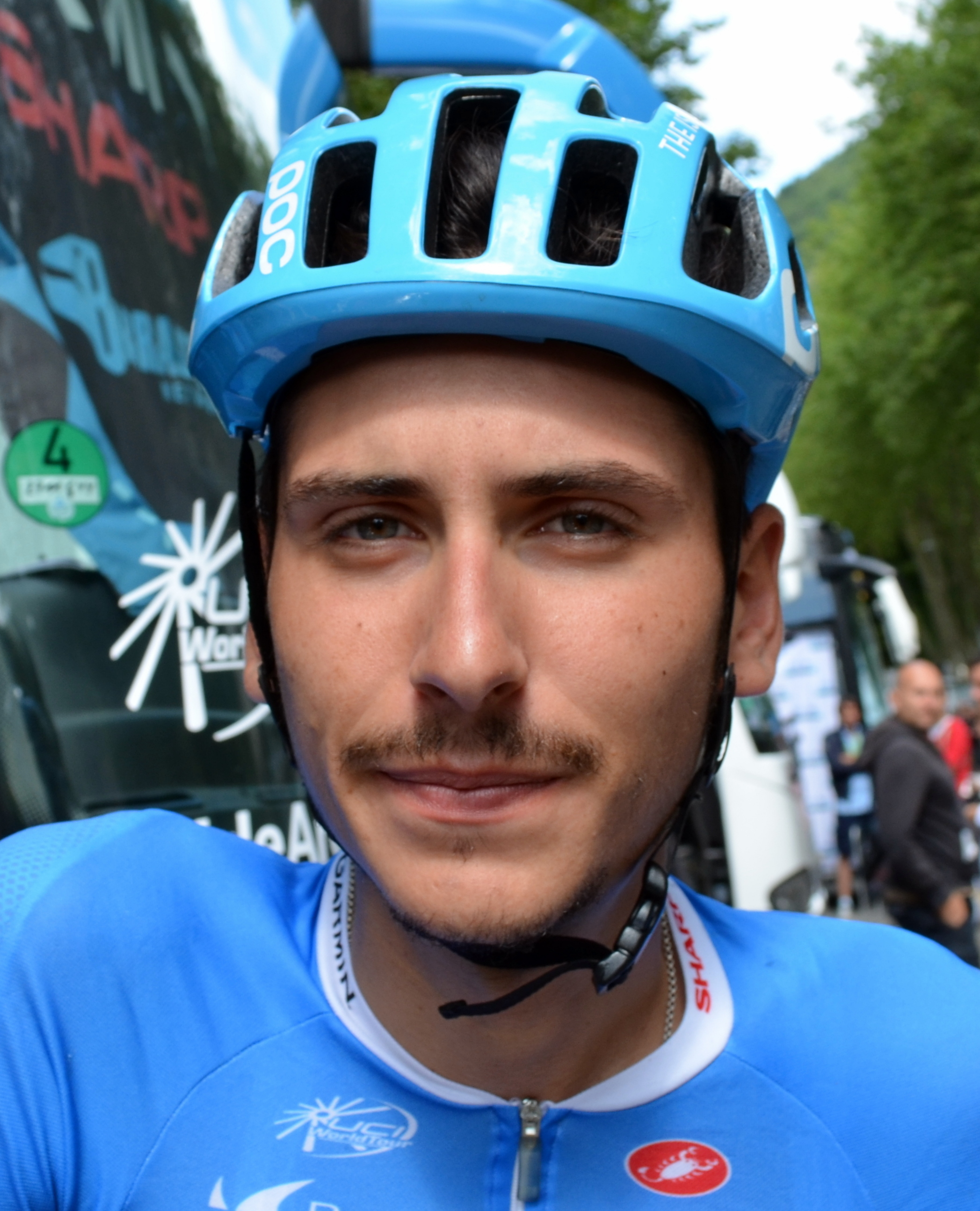
Lachlan Morton.
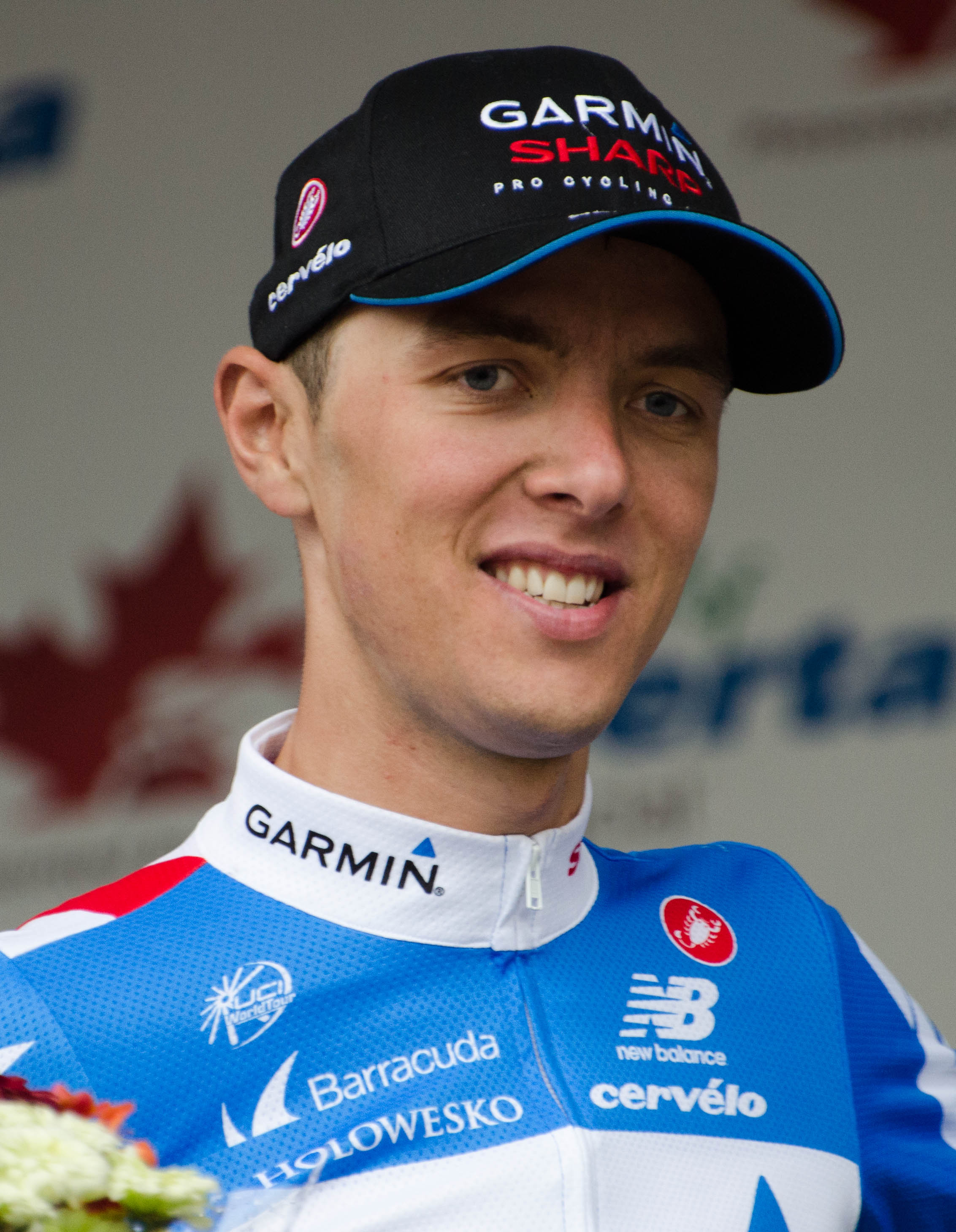
Ramūnas Navardauskas.
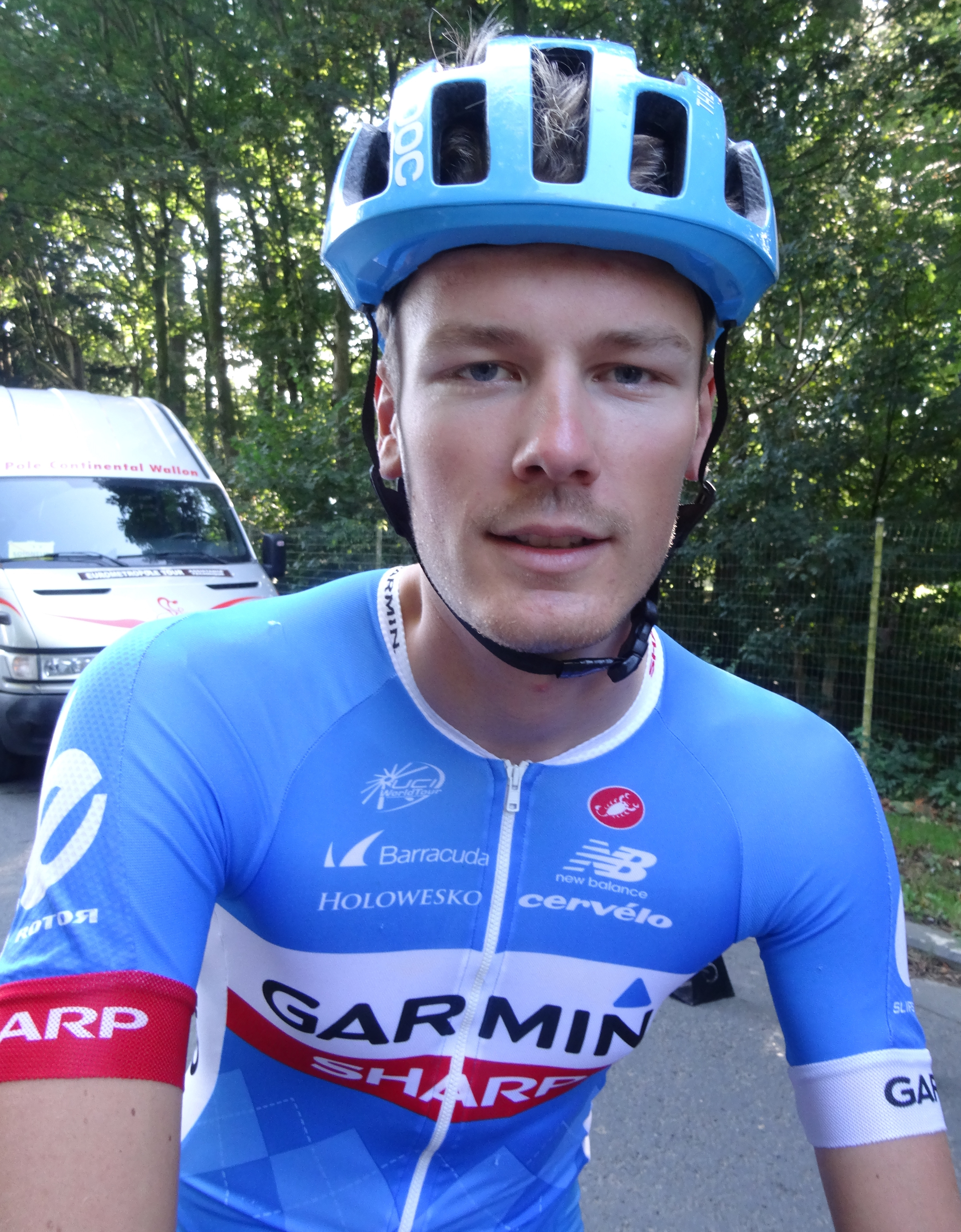
Dylan van Baarle.

### Encadrement

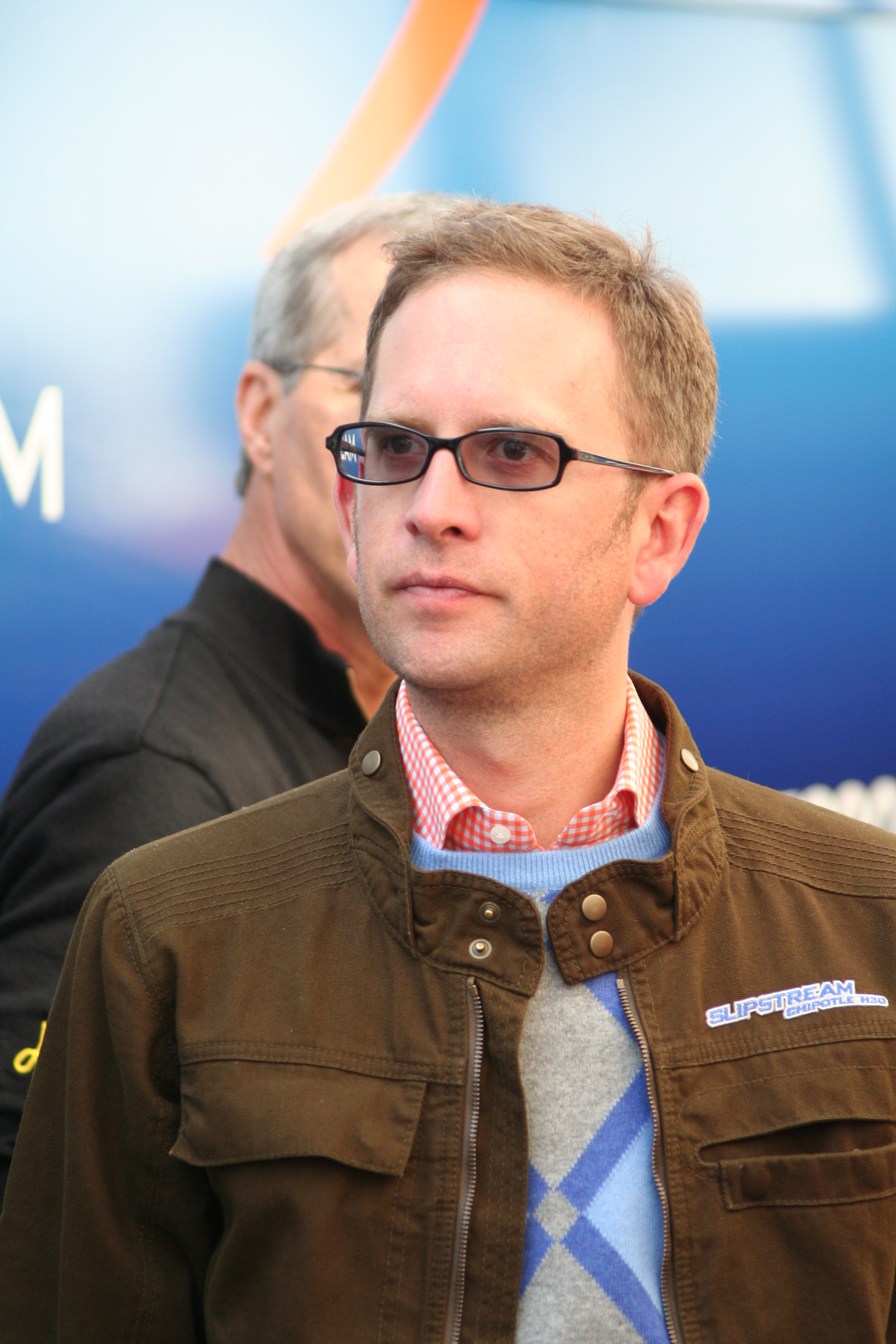
Jonathan Vaughters en 2008.

L'équipe Garmin-Sharp est gérée par la société Slipstream Sports. Celle-ci est dirigée par Doug Ellis, chairman, Jonathan Vaughters, CEO, et Matt Johnson, président. Jonathan Vaughters a créé en 2003 l'équipe juniors et espoirs 5280/Subaru, devenue en 2005 l'équipe continentale TIAA-CREF, renommée Slipstream puis Garmin. Doug Ellis, un ingénieur informaticien ayant fait fortune dans la finance, est devenu propriétaire de l'équipe en 2006,.
Jonathan Vaughters est en outre directeur général de l'équipe. Les directeurs sportifs de Garmin-Sharp sont Bingen Fernández, Geert Van Bondt, Eric Van Lancker, Charles Wegelius, Johnny Weltz et Andreas Klier.

## Bilan de la saison

### Victoires
| Date       | Course                                        | Pays        | Classe | Vainqueur            |
| ---------- | --------------------------------------------- | ----------- | ------ | -------------------- |
| 20/01/2014 | 1re étape du Tour de San Luis                 | Argentine   | 2.1    | Phillip Gaimon       |
| 05/02/2014 | Prologue du Herald Sun Tour                   | Australie   | 2.1    | Jack Bauer           |
| 06/02/2014 | 1re étape du Herald Sun Tour                  | Australie   | 2.1    | Nathan Haas          |
| 12/03/2014 | 4e étape de Paris-Nice                        | France      | WT     | Tom-Jelte Slagter    |
| 15/03/2014 | 7e étape de Paris-Nice                        | France      | WT     | Tom-Jelte Slagter    |
| 10/04/2014 | 3e étape du Circuit de la Sarthe              | France      | 2.1    | Ramūnas Navardauskas |
| 11/04/2014 | Classement général du Circuit de la Sarthe    | France      | 2.1    | Ramūnas Navardauskas |
| 13/05/2014 | 3e étape du Tour de Californie                | États-Unis  | 2.HC   | Rohan Dennis         |
| 18/05/2014 | Velothon Berlin                               | Allemagne   | 1.1    | Raymond Kreder       |
| 15/06/2014 | Classement général du Critérium du Dauphiné   | France      | WT     | Andrew Talansky      |
| 27/06/2014 | Championnat de Lituanie du contre-la-montre   | Lituanie    | CN     | Ramūnas Navardauskas |
| 29/06/2014 | Championnat des Pays-Bas sur route            | Pays-Bas    | CN     | Sebastian Langeveld  |
| 25/07/2014 | 19e étape du Tour de France                   | France      | WT     | Ramūnas Navardauskas |
| 07/08/2014 | 4e étape du Tour de l'Utah                    | États-Unis  | 2.1    | Tom Danielson        |
| 10/08/2014 | Classement général du Tour de l'Utah          | États-Unis  | 2.1    | Tom Danielson        |
| 13/08/2014 | 1re étape du Tour de l'Ain                    | France      | 2.1    | Raymond Kreder       |
| 24/08/2014 | 7e étape du Tour du Colorado                  | États-Unis  | 2.HC   | Alex Howes           |
| 06/09/2014 | 14e étape du Tour d'Espagne                   | Espagne     | WT     | Ryder Hesjedal       |
| 14/09/2014 | Classement général du Tour de Grande-Bretagne | Royaume-Uni | 2.HC   | Dylan van Baarle     |
| 05/10/2014 | Tour de Lombardie                             | Italie      | WT     | Daniel Martin        |
| 12/10/2014 | 3e étape du Tour de Pékin                     | Chine       | WT     | Tyler Farrar         |
| 13/10/2014 | 4e étape du Tour de Pékin                     | Chine       | WT     | Daniel Martin        |
| 19/10/2014 | Japan Cup                                     | Japon       | 1.HC   | Nathan Haas          |

### Résultats sur les courses majeures
Les tableaux suivants représentent les résultats de l'équipe dans les principales courses du calendrier international (les cinq classiques majeures et les trois grands tours). Pour chaque épreuve est indiqué le meilleur coureur de l'équipe, son classement ainsi que les accessits glanés par Garmin-Sharp sur les courses de trois semaines.

#### Classiques
| Classique            | Milan-San Remo             | Tour des Flandres         | Paris-Roubaix            | Liège-Bastogne-Liège   | Tour de Lombardie   |
| -------------------- | -------------------------- | ------------------------- | ------------------------ | ---------------------- | ------------------- |
| Coureur (classement) | Ramūnas Navardauskas (11e) | Sebastian Langeveld (10e) | Sebastian Langeveld (8e) | Tom-Jelte Slagter (6e) | Daniel Martin (1er) |

#### Grands tours
| Grand tour           | Tour d'Italie       | Tour de France                            | Tour d'Espagne                      |
| -------------------- | ------------------- | ----------------------------------------- | ----------------------------------- |
| Coureur (classement) | Ryder Hesjedal (9e) | Benjamin King (53e)                       | Daniel Martin (7e)                  |
| Accessits            | -                   | 1 victoire d'étape (Ramūnas Navardauskas) | 1 victoire d'étape (Ryder Hesjedal) |

### Classement UCI
L'équipe Garmin-Sharp termine à la onzième place du World Tour avec 807 points. Ce total est obtenu par l'addition des 70 points amenés par la 10e place du championnat du monde du contre-la-montre par équipes et des points des cinq meilleurs coureurs de l'équipe au classement individuel que sont Daniel Martin, 9e avec 316 points, Andrew Talansky, 38e avec 135 points, Ramūnas Navardauskas, 41e avec 126 points, Tom-Jelte Slagter, 61e avec 84 points, et Ryder Hesjedal, 68e avec 76 points,.
| Rang | Coureur              | Points |
| ---- | -------------------- | ------ |
| 9    | Daniel Martin        | 316    |
| 38   | Andrew Talansky      | 135    |
| 41   | Ramūnas Navardauskas | 126    |
| 61   | Tom-Jelte Slagter    | 84     |
| 68   | Ryder Hesjedal       | 76     |
| 77   | Tyler Farrar         | 64     |
| 84   | Nathan Haas          | 55     |
| 97   | Sebastian Langeveld  | 34     |
| 132  | Janier Acevedo       | 11     |
| 198  | Raymond Kreder       | 2      |
| 205  | André Cardoso        | 2      |
| 206  | Benjamin King        | 2      |
| 210  | Steele Von Hoff      | 2      |